# Bellodrama Tour
Bellodrama Tour (estilizado como bellodrama Tour)  es la quinta gira musical de la cantante Ana Mena, que sirvió para promocionar su segundo álbum de estudio «Bellodrama» y que duró desde abril de 2023 en La Coruña y finalizó en marzo de 2025 en Buenos Aires. Fue la gira en la que colgó sus primeros carteles de sold out, llegando a llenar dos veces el Wizink Center y una vez el Sant Jordi Club. La gira abarcó auditorios y estadios cubiertos en España, México y Argentina, con un total de 55 espectáculos en 3 países diferentes.

## Fechas
| Fecha                         | Ciudad                        | País                          | Recinto                              |
| Primera etapa bellodrama Tour | Primera etapa bellodrama Tour | Primera etapa bellodrama Tour | Primera etapa bellodrama Tour        |
| ----------------------------- | ----------------------------- | ----------------------------- | ------------------------------------ |
| 15 de abril de 2023           | La Coruña                     | España                        | Sala Pelícano                        |
| 21 de abril de 2023           | Barcelona                     | España                        | Sala Razzmatazz                      |
| 29 de abril de 2023           | Almería                       | España                        | Recinto Ferial de Almería            |
| 20 de mayo de 2023            | Alicante                      | España                        | Plaza de Toros de Alicante           |
| 30 de mayo de 2023            | Ciudad Real                   | España                        | Plaza de Toros Miguel Turra          |
| 1 de julio de 2023            | Valladolid                    | España                        | Antigua Hípica Militar               |
| 6 de julio de 2023            | Teruel                        | España                        | Dinopolis                            |
| 15 de julio de 2023           | Gerona                        | España                        | Finca de les Brides                  |
| 18 de julio de 2023           | Vizcaya                       | España                        | Explanada Puerto Pesquero            |
| 20 de julio de 2023           | Asturias                      | España                        | Llanera                              |
| 21 de julio de 2023           | Santa Cruz de Tenerife        | España                        | Muelle de Santa Cruz de Tenerife     |
| 23 de julio de 2023           | Valencia                      | España                        | Cullera                              |
| 6 de agosto de 2023           | Castellón de la Plana         | España                        | Playa del Arenal                     |
| 13 de agosto de 2023          | Murcia                        | España                        | Nuevo Recinto Ferial                 |
| 15 de agosto de 2023          | Vigo                          | España                        | Auditorio de Castrelos               |
| 19 de agosto de 2023          | Cádiz                         | España                        | Santa María Polo Club                |
| 25 de agosto de 2023          | Cádiz                         | España                        | Mirador de la Bahía                  |
| 2 de septiembre de 2023       | Málaga                        | España                        | Plaza de Toros de La Malagueta       |
| 9 de septiembre de 2023       | Madrid                        | España                        | Wizink Center                        |
| 30 de septiembre de 2023      | Almería                       | España                        | El Vaticano                          |
| 20 de octubre de 2023         | Sevilla                       | España                        | Cartuja Center                       |
| 4 de noviembre de 2023        | Murcia                        | España                        | Recinto Ferial La Fica               |
| 26 de noviembre de 2023       | Valencia                      | España                        | Pabellón Fuente de San Luis          |
| 8 de diciembre de 2023        | Ciudad de México              | México                        | Auditorio BB                         |
| 15 de diciembre de 2023       | La Coruña                     | España                        | Coliseum de La Coruña                |
| 22 de diciembre de 2023       | Barcelona                     | España                        | Sant Jordi Club                      |
| Segunda etapa bellodrama Tour |                               |                               |                                      |
| 6 de abril de 2024            | Lérida                        | España                        | Estación de Esquí Baqueira Beret     |
| 27 de abril de 2024           | Puertollano                   | España                        | Plaza de Toros de Puertollano        |
| 18 de mayo de 2024            | Madrid                        | España                        | Estadio Santiago Bernabéu            |
| 25 de mayo de 2024            | Cáceres                       | España                        | Pabellón Multiusos de Cáceres        |
| 1 de junio de 2024            | Santiago de Compostela        | España                        | Monte do Gozo                        |
| 7 de junio de 2024            | Jaén                          | España                        | Auditorio Alameda                    |
| 8 de junio de 2024            | Córdoba                       | España                        | Plaza de Toros Los Califas           |
| 15 de junio de 2024           | León                          | España                        | Palacio de Exposiciones              |
| 22 de junio de 2024           | Sevilla                       | España                        | Plaza de España                      |
| 28 de junio de 2024           | San Felíu de Guixols          | España                        | Guixols Arena                        |
| 29 de junio de 2024           | Valencia                      | España                        | Ciudad de las Artes y las Ciencias   |
| 1 de julio de 2024            | Burgos                        | España                        | Escenario Céntrico                   |
| 6 de julio de 2024            | Roquetas de Mar               | España                        | Estadio Municipal Antonio Peroles    |
| 12 de julio de 2024           | Jerez de la Frontera          | España                        | Bodegas de González Byass            |
| 19 de julio de 2024           | Calatayud                     | España                        | Recinto Ferial de Calatayud          |
| 3 de agosto de 2024           | Huelva                        | España                        | Recinto Ferial Colombino             |
| 6 de agosto de 2024           | Sitges                        | España                        | Parque Terramar                      |
| 10 de agosto de 2024          | Alicante                      | España                        | Parque Antonio Soria                 |
| 23 de agosto de 2024          | Marbella                      | España                        | Starlite Festival                    |
| 30 de agosto de 2024          | Mallorca                      | España                        | Antiguo Aquapark de Calviá           |
| 7 de septiembre de 2024       | Valladolid                    | España                        | Plaza Mayor                          |
| 27 de septiembre de 2024      | Granada                       | España                        | Campo Municipal de Fútbol de Armilla |
| 26 de octubre de 2024         | Castellón de la Plana         | España                        | Recinto Multiusos de Onda            |
| 1 de noviembre de 2024        | Avilés                        | España                        | Pabellón de la Magdalena             |
| 2 de noviembre de 2024        | Santander                     | España                        | Palacio de los Deportes              |
| 6 de diciembre de 2024        | Buenos Aires                  | Argentina                     | Niceto Club                          |
| 14 de diciembre de 2024       | La Coruña                     | España                        | Coliseum de La Coruña                |
| 22 de diciembre de 2024       | Madrid                        | España                        | Wizink Center                        |
| Tercera etapa bellodrama Tour |                               |                               |                                      |
| 21 de marzo de 2025           | Buenos Aires                  | Argentina                     | Hipódromo de San Isidro              |
| Total                         | Total                         | Total                         | 55                                   |

## Conciertos no celebrados
| Fecha                    | Ciudad    | País   | Recinto                            | Motivo               | Estado    |
| ------------------------ | --------- | ------ | ---------------------------------- | -------------------- | --------- |
| 28 de junio de 2023      | Burgos    | España | Escenario Céntrico                 | Afonía               | Cancelado |
| 30 de junio de 2023      | Valencia  | España | Ciudad de las Artes y las Ciencias | Afonía               | Cancelado |
| 20 de junio de 2024      | Calahorra | España | Catedral de Calahorra              | Lluvias torrenciales | Cancelado |
| 28 de septiembre de 2024 | Bilbao    | España | Bizkaia Arena                      | Problemas logísticos | Cancelado |

## Premios y nominaciones
| Año  | Premio                           | Categoría                        | Resultado |
| ---- | -------------------------------- | -------------------------------- | --------- |
| 2023 | LOS40 Music Awards               | Mejor Festival, Gira o Concierto | Nominado  |
| 2025 | Premios de la Academia de Música | Mejor Gira                       | Nominado  |